# Wendhausen (Salzgitter)
Wendhausen ist eine wüstgefallene Siedlung, die im Süden der heutigen Stadt Salzgitter lag.

## Lage
Wendhausen lag etwa 500 m nordwestlich von Hohenrode, 1000 m südwestlich von Gitter und etwa 2 km östlich von Ringelheim. In der Nähe des Ortes verliefen zwei mittelalterliche Handelsstraßen, hier kreuzte die „Frankfurter Heerstraße“ (Straße von Frankfurt über Seesen nach Braunschweig) den Handelsweg zwischen Hildesheim und Goslar. Die Siedlung lag unweit der heutigen Kreuzung auf einer Anhöhe nördlich der Innerste, dem Abelschen Berg (in manchen Quellen auch Nabelberg genannt). Die Gemarkung des Ortes reichte von der Höhe des Gitterberges bis an die Innerste.

## Geschichte
Die erste Erwähnung Wendhausens stammt aus einer Urkunde Ottos I. von 941. In dieser stellte der König das neu gegründete Kloster Ringelheim unter seinen Schutz und bestätigte dessen Besitztümer, darunter auch Ländereien in Wendhausen, damals Wendthusen genannt. Nach Aufzeichnungen des Klosters Ringelheim hatte Wendhausen um 1200 sechs bis acht bewirtschaftete Höfe. In einer weiteren, durch Papst Innozenz III. ausgestellten, Besitzurkunde des Klosters von 1209 werden in Wendhausen acht Hufen Land und zwei Mühlen aufgeführt.
Zu dieser Zeit besaßen die Grafen von Wohldenberg die Gerichtsbarkeit über den Ort. Diese verpfändeten sie 1227 zusammen mit ihren Rechten an den benachbarten Orten Hohenrode und Söderhof und ihren beiden Mühlen in Wendhausen an das Kloster Ringelheim. Dem Kloster gelang es 1251, diese Verpfändung in einen endgültigen Kauf umzuwandeln.
Wendhausen wurde danach zu einem Vorwerk des Klosters. In späteren Urkunden wird der Ort dann nicht mehr erwähnt. Es wird angenommen, dass der Ort um 1350 aus Furcht vor räuberischen Überfällen verlassen wurde und die Bewohner in das besser gesicherte Hohenrode umsiedelten.
An die Wüstung erinnert heute noch die Wendhausenstraße in Hohenrode. Auch lag nordwestlich von Hohenrode auf dem Gebiet der ehemaligen Siedlung von Wendhausen der Wendhäuser Teich, dieser war zwischen 1822 und 1840 trockengelegt worden.